# NGC 5867
NGC 5867 est une lointaine galaxie compacte située dans la constellation du Dragon. Sa vitesse par rapport au fond diffus cosmologique est de 12 544 ± 6 km/s, ce qui correspond à une distance de Hubble de 185 ± 13 Mpc (∼603 millions d'al). NGC 5867 a été découverte par l'astronome américain Bindon Stoney en 1851.